# Connexió tequila
Connexió tequila (títol original en anglès: Tequila Sunrise) és una pel·lícula estatunidenca dirigida per Robert Towne el 1988. Ha estat doblada al català

## Argument
Dale Mckussic, antic traficant de droga, vol evitar problemes. El seu antic camarada, Nick Frescia, s'ha fet policia i té com a missió atrapar-lo. Entre Nick i Mac, una bonica dona, Jo Ann, propietària d'un restaurant italià i per enfortir els negocis, un traficant mexicà, Carlos, que ho fa prou grollerament.

## Repartiment
- Mel Gibson: Dale McKussic, « Mac »
- Michelle Pfeiffer: Jo Ann Vallenari
- Kurt Russell: Inspector Tinent Nicholas Frescia, « Nick »
- Raúl Juliá: Carlos / el comandant Xavier Escalante
- J. T. Walsh: Hal Maguire, agent del DEA
- Gabriel Damon: Cody McKussic
- Arliss Howard: Gregg Lindroff
- Ann Magnuson: Shaleen
- Arye Gross: Andy Leonard
- Budd Boetticher: el jutge Nizetitch
- Tom Nolan: Leland

## Al voltant de la pel·lícula
A 20 minuts 37 segons en la pel·lícula, Nick arriba al despatx dels « stup » al volant del seu vehicle. L'aparca davant del cabriolet de la magnífica Jo Ann i, com per encantament, aproximadament 3 minuts després, el cotxe del tinent desapareix deixant lloc a un buit. Frescia no està intrigat pel robatori del seu Cadillac ni Jo Ann, d'altra banda, que passa per allà sense preocupar-se de res. Un error de muntatge.